# Xã Harbison, Quận Dubois, Indiana
Xã Harbison (tiếng Anh: Harbison Township) là một xã thuộc quận Dubois, tiểu bang Indiana, Hoa Kỳ. Năm 2010, dân số của xã này là 1.588 người.